# Кузен, Даниель
Дание́ль Кузе́н (фр. Daniel Cousin; 7 февраля 1977 года, Либревиль) — габонский футболист, нападающий. Выступал за сборную Габона и был её главным тренером.

## Карьера
Даниэль Кузен родился в Габоне, также имеет французское гражданство. В начале карьеры играл за различные клубы в низших французских лигах, в 2000 году Кузен оказался в «Ле-Мане», за который забил 44 гола в 129 играх. Бомбардир привлёк к себе внимание «Ланса», и перешёл в стан «красно-жёлтых» в 2004 году. Кузен забил за «Ланс» 35 голов за 3 сезона и в августе 2007 перешёл в шотландский «Рейнджерс». Также интерес к форварду проявляли испанский «Бетис» и английский «Болтон».
Кузен хорошо начал в шотландском клубе, забив 3 мяча в первых двух матчах и отличившись в гостевом матче Лиги чемпионов против «Лиона». Однако с приближением трансферного окна стали появляться слухи о том, что он нарушает командную дисциплину. Зимой «Джерс» согласовал переход Кузена в «Фулхэм», однако ФИФА наложила запрет на этот трансфер, поскольку игрок не мог быть заигран за 3 клуба в течение одного сезона (в начале сезоне нападающий провел 2 матча за «Ланс»).
Всего в сезоне 2007/08 Кузен провёл за шотландский клуб 36 матчей и забил 12 голов. В полуфинале Кубка УЕФА против «Фиорентины» нападающий был удалён с поля.
1 сентября 2008 года в последний день трансферного окна нападающий перешёл в английский «Халл Сити».
С 2010 Даниель играл в «Ларисе» и «Сапене». В феврале 2012 вернулся в «Рейнджерс», подписав контракт на полгода. Позднее сделка была заблокирована руководством шотландской Премьер-лиги из-за финансовых проблем глазговцев.
Даниель Кузен дебютировал за сборную Габона 23 января 2000 года в матче Кубка африканских наций против Южной Африки (1:3). Всего провёл за национальную команду 50 игр, забив 11 мячей.